# Piper caracasanum
Piper caracasanum är en pepparväxtart som beskrevs av Bredem. och Heinrich Friedrich Link. Piper caracasanum ingår i släktet Piper och familjen pepparväxter. Inga underarter finns listade i Catalogue of Life.